# Truyền thống văn học
Truyền thống văn học (tiếng Pháp: tradition littéraire) là những thành tựu chung, đặc sắc, tương đối bền vững, ổn định trên cả hai phương diện nội dung, hình thức của văn học được lưu chuyển, kế thừa từ thế hệ này sang thế hệ khác trong quá trình văn học.
Có những truyền thống văn học của một dân tộc hoặc một vùng, một khu vực gồm nhiều dân tộc có quan hệ mật thiết với nhau. Có truyền thống văn học của cả nhân loại.
Truyền thống văn học tồn tại và phát huy tác dụng thông qua con đường vay mượn, ảnh hưởng văn học, thông qua những phép tắc, luật lệ sáng tạo nghệ thuật mà nhiều thế hệ phải tuân thủ để làm ra giá trị mới. Nhà văn có thể tiếp nối truyền thống văn học có ý thức, hoặc chịu ảnh hưởng của truyền thống văn học, không tự giác.
Tuy nhiên, truyền thống văn học không phải là một hiện tượng ngưng đọng, khép kín, mà không ngừng vận động, tự đổi mới. Mỗi bước phát triển của lịch sử xã hội và lịch sử văn học thường khiến cho hàng loạt giá trị, kinh nghiệm nghệ thuật từng được xem là truyền thống trở nên bảo thủ, lạc hậu.
Để giải quyết những nhiệm vụ nghệ thuật do thời đại đặt ra, người sáng tác hoặc là phải hoàn thiện, đổi mới kinh nghiệm của thế hệ trước, hoặc phải đấu tranh chống lại những gì đã cũ kĩ, lạc hậu, phải tìm kiếm những lối đi mới. Kế thừa truyền thống và cách tân nghệ thuật, vì thế là những phương diện không bao giờ tách rời nhau của quá trình văn học. Đến lượt mình, những cách tân nghệ thuật chân chính lại sẽ trở thành những truyền thống mới, bồi đắp thêm cho kho tàng kinh nghiệm đã vượt qua sự thử thách của thời gian của những thế hệ đi trước.